# إيزابيلا بيرد
إيزابيلا لوسي بيرد (بالإنجليزية: Isabella Lucy Bird)‏، وتعرف أيضًا باسمها بعد زواجها وهو إيزابيلا بيشوب (بالإنجليزية: Isabella Bishop)‏ ـ (15 أكتوبر 1831 ـ 7 أكتوبر 1904) هي رحالة وكاتبة ومصورة فوتوغرافية وعالمة طبيعيات إنجليزية عاشت في القرن التاسع عشر. كانت أول امرأة تُنتخب لعضوية الجمعية الجغرافية الملكية. أنشأت بالتعاون مع الطبيبة والمبشرة فاني جين بتلر مستشفى جون بيشوب التذكاري في سرنجار.

## مطلع حياتها
وُلدت بيرد في 15 أكتوبر عام 1831 في بلدة بوروبريدج هول، يوركشاير، وهي موطن جدتها من جهة أمها وأول بلدة يخدم فيها والدها كراعٍ لأبرشية الكنيسة عندما أصبح كاهنًا في عمر الـ21 عامًا. كان والداها هما الكاهن إدوارد بيرد (1794-1858) وزوجته الثانية دورا لوسون (1803-1866).
تغير مكان إقامة بيرد عدة مرات خلال طفولتها. في عام 1832، عُيّن والدها كاهنًا في مدينة مايدنهيد. ولكن بسبب مرضه، انتقلت عائلة بيرد مرة أخرى في عام 1834 إلى تاتينهول في تشيشاير، وهي إقامة قدمها لهم ابن عم والدها الطبيب جون بيرد سومنر، أسقف مدينة تشيستر، وفي ذلك العام نفسه وُلدت شقيقة بيرد، هنرييتا.
كانت بيرد صريحةً منذ سن مبكرة. فعندما كانت في السادسة من عمرها، واجهت عضو البرلمان المحلي لجنوب تشيشاير، السير مالباس دي جراي تاتون إجيرتون، أثناء حملته الانتخابية، إذ سألته «هل أخبرت والدي أن شقيقتي جميلة جدًا لأنك تريد صوته؟»
تسببت وجهات نظر إدوارد بيرد المثيرة للجدل ضد العمل يوم الأحد في اضمحلال أعداد رعيته، وفي عام 1842 طلب نقله إلى كنيسة ساينت توماس في برمنغهام. وهناك أيضًا واجهته اعتراضات بلغت ذروتها في تعرضه للرشق «بالحجارة والطين والشتائم».
في عام 1848، انتقلت العائلة مرة أخرى، وبعد أن أمضت بعض الوقت في إيستبورن، استقرت في وايتون في هنتينغدونشاير (أصبحت كامبردجشاير الآن).
منذ طفولتها المبكرة كانت بيرد واهنة صحيًا، وتعاني من شكوى في العمود الفقري، وصداع عصبي، وأرق. أوصاها الطبيب بحياة في الهواء الطلق، وبالتالي، تعلمت بيرد ركوب الحصان منذ نعومة أظفارها، ولاحقًا تعلمت تجديف القوارب. حصلت على تعليمها الوحيد من والدَيها: كان والدها عالِمًا نباتيًا نبيهًا أعطاها دروسًا عن الحياة النباتية، وكانت والدتها تعلّم بناتها خليطًا انتقائيًا من المواضيع. وأصبحت بيرد قارئةً نهمة. ولكن «ذكاءها الباهر، وفضولها الشديد تجاه العالم الخارجي، جعلا من المستحيل تضييق دماغها وطبيعتها عمومًا أو تجميدهما من قبل الجو الإنجيلي الصارم في طفولتها».
صدر أول منشور لإيزابيلا عندما كان عمرها 16 عامًا، وهو كتيّب يتناول موضوع التجارة الحرة ضد سياسة الحماية، وواصلت بعده كتابة مقالات للعديد من الدوريات.
في عام 1850، «خضعت لعملية إزالة ورم ليفي من جوار العمود الفقري». استمرت بيرد في المعاناة من أمراض غير محددة ما جعلها تعاني من الكسل والأرق. قضت الأسرة ستة فصول صيفية في اسكتلندا في محاولة لتحسين صحتها.
حث الأطباء بيرد على الذهاب في رحلة بحرية وفي عام 1854، بدأت حياة بيرد في الترحال عندما أُتيحت لها فرصة الإبحار إلى الولايات المتحدة مرافقةً أبناء عمها إلى منزل عائلاتهم. «أعطاها والدها 100 باوند وسمح لها بالبقاء هناك إلى أن تنفقها كلها». شكّلت رسائل بيرد الوصفية والذكية التي أرسلتها إلى أقاربها الأساس لكتابها الأول الذي نشره موراي، امرأة إنجليزية في أمريكا (1856). «جون موراي، بالإضافة إلى كونه ناشر كتب إيزابيلا على مدى الحياة...[أصبح] أحد أكثر أصدقائها المقربين».

## رحلاتها في منتصف حياتها
غادرت بيرد بريطانيا مرةً أخرى في عام 1872، واتجهت في البداية إلى أستراليا ولكنها كرهتها، ثم إلى هاواي (المعروفة في أوروبا بجزر الساندويتش)، ودفعها حبها للجزر إلى تأليف كتابها الثاني (الذي نُشر بعد ثلاث سنوات). أثناء وجودها هناك، تسلقت بركانَي مونا كيا ومونا لوا. انتقلت بعد ذلك إلى كولورادو، حيث سمعت أن الهواء هناك ممتاز للمرضى. كانت ترتدي ملابس عمليّة ولا تركب الحصان جانبيًا، ولكن أماميًا كالرجل (رغم أنها هددت بمقاضاة  مجلة التايمز لقولها إن ملابسها كملابس الرجال)، قطعت أكثر من 800 ميل في جبال الروكي في عام 1873. شكّلت رسائلها إلى أختها، التي طُبعت لأول مرة في مجلة ذا ليجور أور؛ كتاب بيرد الرابع والأشهر، حياة سيدة في جبال الروكي.
كان الوقت الذي قضته بيرد في جبال الروكي حيويًا بفضل معرفتها بـ«جيم نوجنت»، المعروف باسم «جيم جبال الروكي»، وهو رجل يملك عينًا واحدة، غيرَ ملتزم بالقوانين وله ألفة للعنف والشعر. «رجلٌ قد تحبه أي امرأة ولكن ما من امرأة عاقلة تتزوجه»، هذا ما قالته عنه بيرد في قسم مُستخرج من رسائلها قبل نشرها. وكان يبدو أن نوجنت أيضًا كان مأخوذًا بـ«بيرد» السيدة صاحبة الفكر المستقل، ولكنها في النهاية غادرت جبال الروكي بعيدًا عن «مجرمها العزيز». وبعد أقل من عام مات نوجنت بطلقة نارية.

## حياتها اللاحقة

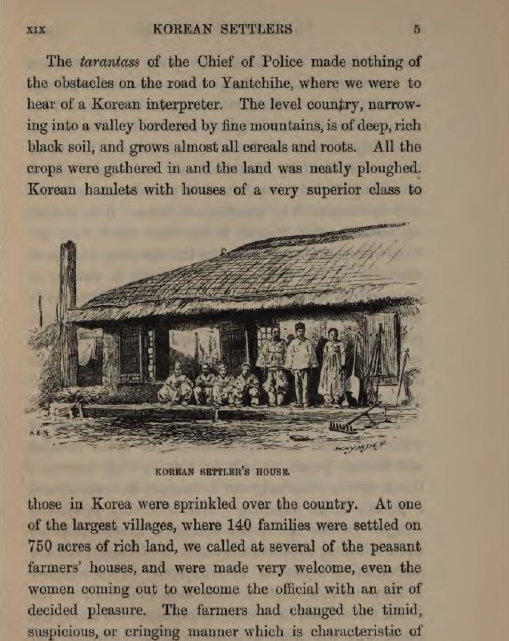
صفحة من كتاب كوريا وجيرانها للكاتبة إيزابيلا بيرد.

في عمر الستين عامًا اتجهت بيرد نحو الهند ووصلت إلى شبه القارة تلك في فبراير عام 1889، زارت بيرد البعثات في الهند، وزارت لداخ على حدود التبت، ثم سافرت إلى إيران وكردستان وتركيا. في الهند، أعطاها مهراجا كشمير قطعة أرض لتبني عليها مستشفى يضم ستين سريراً ومستوصفاً للنساء؛ عملت هناك مع «فاني جين بتلر» لتأسيس مستشفى جون بيشوب التذكاري في ذكرى زوجها المتوفى مؤخرًا والذي ترك أموالًا مخصصة لهذا الغرض في وصيته. في العام التالي، انضمت إلى مجموعة من الجنود البريطانيين المسافرين بين بغداد وطهران. بقيت مع الضابط القائد للوحدة خلال أعمال المسح التي أجراها في المنطقة، مُسلَحةً بمسدسها وصندوق أدوية زودتها به شركة هنري ولكم في لندن – قد يكون هذا مثالًا مبكرًا لرعاية الشركات للأشخاص-. في عام 1891، سافرت عبر بلوشستان إلى إيران وأرمينيا، مستكشفةً مصدر نهر كارون، وفي وقت لاحق من ذلك العام ألقت خطابًا في إحدى غرف اللجان في مجلس العموم حول اضطهاد المسيحيين في كردستان، وقدمت فيها شكاوى إلى كبير وزراء الامبراطورية التركية.
بعد ظهورها في المجلات والصحف لعقود من الزمان، أصبح اسم بيرد الآن يحمل شيئًا من الشهرة. في عام 1890، أصبحت أول امرأة تحصل على زمالة فخرية من الجمعية الجغرافية الملكية الاسكتلندية. بعد ذلك بعامين، أصبحت أول امرأة يُسمح لها بالانضمام إلى الجمعية الجغرافية الملكية. وانتُخبت لتصبح عضوًا في  الجمعية الملكية للتصوير الفوتوغرافي في 12 يناير 1897. وحدثت رحلتها الأخيرة الرائعة في عام 1897، عندما سافرت في نهرَي اليانغتسى وهان في الصين وكوريا، على التوالي. في وقت لاحق، ذهبت إلى المغرب، حيث سافرت بين البربر وكان عليها أن تستخدم سلمًا لتصعد على حصانها الأسود الذي كان هديةً من السلطان العثماني.

## موتها
بعد بضعة أشهر من عودتها من رحلتها إلى المغرب، مرضت بيرد وتوفيت في منزلها الواقع في 16 شارع ميلفيل في إدنبرة، يوم 7 أكتوبر 1904. ودُفنت مع أسرتها في مقبرة دين في غرب المدينة. يقع القبر في الجزء الجنوبي المنحني الصغير من المقبرة، بالقرب من المسار الصغير الذي يقسمه إلى قسمين. كانت بيرد تخطط لرحلة أخرى إلى الصين عندما توفيت.

## إرثها
كُتبت أول سيرة حياة لـ«بيرد» من قبل «آن إم ستودارت» ونُشرت في عام 1907.
استخدمت «كاريل تشرشل» بيرد كشخصية في مسرحيتها «توب غيرلز» (1982). ويأتي جزء كبير من حوار المسرحية الذي كتبته تشرشل من كتابات بيرد الخاصة.
ظهرت بيرد في كتاب بيدروك: كتّاب في روائع الجيولوجيا (2006)، الذي حرره كل من لوريت إي. سافوي، وإلدريدج إم. مورز، وجوديث إي. مورز. وينظر الكتاب إلى كتابات الأشخاص على مر السنين وكيف ساهمت في إحياء الأرض ومعالمها الجيولوجية.
بيرد هي أيضًا الشخصية الرئيسية في مانغا (القصص المصورة اليابانية)  إيزابيلا بيرد في بلاد العجائب، وهي رواية عن رحلاتها إلى اليابان؛ وصدر منها نسخة ثنائية اللغة يابانية-إنجليزية في عام 2018.
بُني برج الساعة في توبرموري في ميناء مول بتمويل من بيرد في ذكرى وفاة شقيقتها المحبوبة هنرييتا. وقد صمم هذا البناء متسلق الجبال والرحالة «إدوارد ويمبر».